# Serie A 1982 (baseball)
La Serie A 1982 del Campionato italiano di baseball è stata disputata da otto squadre, ha avuto una stagione regolare di 28 partite (ogni squadra ha incontrato sette volte le restanti compagini). Quindi si sono disputate una poule scudetto (le prime 4 classificate) ed una poule retrocessione (le ultime 4 classificate) per stabilire la squadra vincitrice dello scudetto e la squadra retrocessa.

## Classifiche finali[2]

### Stagione regolare
| Classifica                  | PCT  |
| --------------------------- | ---- |
| Parmalat Parma              | .821 |
| Papà Barzetti Rimini        | .679 |
| Caffè Danesi Nettuno        | .607 |
| Olivieri trasporti Grosseto | .571 |
| Del Monte Bologna           | .464 |
| Libertas Torino Baseball    | .429 |
| Scavolini Pesaro            | .250 |
| BMW Vanti Castenaso         | .169 |

### Poule scudetto
| Classifica                  | PCT  |
| --------------------------- | ---- |
| Parmalat Parma              | .750 |
| Caffè Danesi Nettuno        | .667 |
| Papà Barzetti Rimini        | .500 |
| Olivieri trasporti Grosseto | .083 |

### Poule retrocessione
| Classifica               | PCT  |
| ------------------------ | ---- |
| Libertas Torino Baseball | .727 |
| Del Monte Bologna        | .637 |
| BMW Vanti Castenaso      | .546 |
| Scavolini Pesaro         | .083 |